# تشاك برغر
تشاك برغر (بالإنجليزية: Chuck Burger)‏ هو محامي أمريكي، ولد في 1936.